# HC Dunărea Brăila
Handbal Club Dunărea Brăila, er en rumænsk kvindehåndboldklub fra Brăila, Rumænien. Holdet spiller i den bedste rumænske kvindelige håndboldrække Liga Naţională.

## Resultater
- Liga Națională
  - Sølv: 2017
  - Bronze: 2009, 2014
- Cupa României
  - Bronze: 2018
  - Semifinalist: 2011, 2013, 2014
- EHF European League
  - Kvartfinalist: 2021
- EHF Cup
  - Ottendedelsfinale: 2011, 2015
- EHF Challenge Cup
  - Semifinalist: 2008

## Spillertruppen 2021-22
| Nr. | Navn                | Nationalitet   | Position     | I klubben siden |
| --- | ------------------- | -------------- | ------------ | --------------- |
| 1   | Elena Șerban        | Rumænien       | Målvogter    | 2019            |
| 2   | Aneta Udriștioiu    | Rumænien       | Højre fløj   | 2019            |
| 6   | Amalia Terciu       | Rumænien       | Venstre fløj | 2021            |
| 9   | Ana Paula Belo      | Brasilien      | Playmaker    | 2021            |
| 10  | Jéssica Quintino    | Rumænien       | Højre fløj   | 2021            |
| 13  | Nicoleta Safta      | Nordmakedonien | Stregspiller | 2018            |
| 16  | Ana-Elena Caraman   | Rumænien       | Målvogter    | 2020            |
| 19  | Maria Kanavel       | Hviderusland   | Venstre back | 2020            |
| 24  | Amanda Kurtović     | Norge          | Højre back   | 2021            |
| 23  | Mirabela Coteț      | Rumænien       | Stregspiller | 2019            |
| 29  | Francielle de Rocha | Brasilien      | Playmaker    | 2021            |
| 71  | Jovana Sazdovska    | Nordmakedonien | Venstre fløj | 2020            |
| 77  | Tamires Morena Lima | Brasilien      | Stregspiller | 2019            |
| 84  | Mayssa Pessoa       | Brasilien      | Målvogter    | 2021            |
| 98  | Ștefania Epureanu   | Rumænien       | Venstre fløj | 2016            |
| 99  | Andreea Sandu       | Rumænien       | Playmaker    | 2021            |

### Transfers
Transfers for sæsonen 2022–23
| Tilgange | Afgange |